# Рудник Херзет-Юсеф
Рудник Херзет-Юсеф (Kherzet Youssef) – колишнє гірничодобувне підприємство на півночі Алжиру.
У 1899-му на Херзет-Юссеф виявили верхню зону окислених руд (госсан). Саме з неї в 1906-му компанія Société des mines d’Ampère почала розробку, при цьому роботи вели відкритим способом через три кар’єри. В подальшому розробка охопила і розташовану нижче зону сульфідних руд, для чого спорудили шахту №1, яка мала глибину 75 метрів та дозволяла працювати на горизонті +905 метрів. Рудне тіло тягнулось і далі, проте поглибити шахту заважав великий притік підземних вод. За одними даними, Société des mines d’Ampère опікувалась проектом до 1954-го, за іншими – вже у 1927-му шахту затопило, при цьому з початку розробки вдалось вилучити лише кілька тисяч тон каламіну, сфалериту (мінерали цинку) та галеніту (мінерал свинцю).
З 1940 по 1963 роки спорудили 9 успішних розвідувальних свердловин, а в 1963 – 1965 роках 18 розвідувальних свердловин пробурила югославська компанія «Rudis». Оскільки поширення покладів простежувалось на глибини у сотні метрів, далі «Rudis» спорудила шахту № 3 глибиною 239 метрів, що первісно мала за основний робочий рівень горизонт +835 метрів. Шахта отримала обладнання для відкачування води продуктивністю 420 м3/год, проте це не допомогло впоратись із припливами води і в 1971 (за іншими даними – 1974) році шахту знову закрили.
Наступним експлуатантом Херзет-Юсеф стала болгарська компанія «Bulgargeomine», яка в 1975 – 1979 роках здійснила комплекс заходів з осушення розвитку рудника із організацією видобутку на базових горизонтах +835 та +775 метрів (можливо відзначити, що в якийсь момент обидва ці горизонти сполучили з системою штолень, які надавали вихід на поверхню через шахту № 1). Що стосується водовідливу, то його продуктивність довели до 740 м3/год.
В другій половині 1980-х на тлі вичерпання запасів вирішили перейти до видобутку з більш глибоких горизонтів із поглибленням шахти до горизонту +625 метрів. Станом на 1990-й встигли довести стовбур до позначки +672 метра із організацією розробки базового горизонту +692 метра (останній відповідав глибині у 320 метрів), при цьому потужність водовідливу вже становила 2000 м3/год.
2 червня 1990-го у галерею на рівні +775 почався притік води в обсягах 22 (за іншими оцінками – 36) тисяч м3/год, що призвело до затоплення шахти та загибелі 19 гірників.
Залишкові запаси оцінюються у 1,9 млн тон із вмістом цинку 9,3% та свинцю 1,8%.